# آنه محمد تاتاری
آنه محمد تاتاری (زاده ۱۳۳۶ در گنبدکاووس) نقاش ترکمن اهل ایران که از هنرمندان برجسته نقاشی ایرانی (نگارگری) است. آنه محمد تاتاری نمایشگاه‌های فردی و گروهی مختلفی را در کشورهای مختلف جهان نظیر انگلستان، سوئیس، هند، فرانسه، ونزوئلا، قطر، امارات، ارمنستان و اردن برگزار کرده است.
آثار تاتاری در موزه‌های هنری مطرحی چون موزه بریتانیا، موزه امام علی، موزه هنرهای معاصر تهران، موزه فرهنگستان هنر، سفارت سوئیس در تهران نمایش داده شده‌است.

## جوایز
- برگزیده دومین دوسالانه نقاشی تهران ۱۳۸۰
- برگزیده سومین فستیوال نقاشی معلمان ایران، اصفهان ۱۳۸۲
- برگزیده اولین جشنواره آثار تجسمی معلمان تهران ۱۳۸۲
- برگزیده دومین دوسالانه نقاشی جهان اسلام، تهران ۱۳۸۳
- برگزیده دومین جشنواره آثار تجسمی معلمان تهران ۱۳۸۵
- برگزیده چهارمین دوسالانه بین المللی نقاشی جهان اسلام، تهران